# Bert Bouwer
Bert Willem Bouwer (Gouda, 23 januari 1952) is een Nederlandse handbalcoach en voormalig handballer.

## Biografie
Als speler was hij actief bij Sittardia, Hermes, Niloc en TuS Lintfort. Tevens speelde Brouwer tot 1986 in het Nederlands team, waarbij hij in totaal 135 interlands speelde.
Als coach had hij ploegen zoals het damesteam van Sittardia DVO en het herenteam van Swift Roermond onder zijn leiding, maar hij is meest bekend als bondscoach van het Nederlands vrouwenhandbalteam. Hij had Oranje rond de eeuwwisseling onder zijn hoede op vier EK’s, vier WK’s en de Olympische Spelen. In 1996 stond Bouwer aan de basis van het zogeheten Oranjeplan. De Nederlandse internationaals bij het vrouwenteam werden onder het motto ‘Meiden met een Missie’ uit de nationale competitie gehaald, om 25 uur per week samen te trainen. De handbalcoach had zich laten inspireren door de volleyballers, die volgens het zogeheten Bankrasmodel, in 1985 onder aanvoering van Arie Selinger de competitie hadden verlaten en elf jaar later de gouden medaille wonnen bij de Olympische Spelen 1996 in Atlanta.
In 2003 vertrok Brouwer bij Oranje. Later werd hij bondscoach van het nationale team van Japan en de coach van de vrouwen van VOC. Sinds 2017 is Bouwer trainer van de herenploeg van Aalsmeer.
2. Calvin van der Scheer ·
3. Nils Dekker ·
4. Jimmy Castien ·
5. Armando Besseling ·
6. Tom de Bruin ·
7. Don Hartog ·
8. Donny Vink ·
10. Stan Zwinkels ·
11. Jake Honig ·
12. Marco Verbeij ·
13. Samir Benghanem ·
14. Rob Jansen ·
17.  Vaidas Trainavicius ·
19. Luka Furth ·
20. Max de Maat ·
21. Rene de Knegt ·
22. Tim Bottinga ·
24. Pepijn Michielsen ·
32. Jeromy van der Ban ·
40. Christiano Olivacce ·
55. Destin van Dijk ·
Coach: Bert Bouwer
· Assistent-coach: Wai Wong
1.  Gaby Birjovanu ·
3. Nils Dekker ·
4. Jimmy Castien ·
5. Tom de Bruin ·
7. Don Hartog ·
8. Donny Vink ·
10. Niels de Jong ·
12. Marco Verbeij ·
13. Samir Benghanem ·
14. Rob Jansen ·
17.  Vaidas Trainavicius ·
19. Marwin van Offeren ·
20. Max de Maat ·
21. René de Knegt ·
22. Tim Bottinga ·
23.  Tobias Marx ·
24. Pepijn Michielsen ·
32. Jeromy van der Ban ·
55. Thomas Houtepen ·
Coach: Bert Bouwer
· Assistent-coach: Wai Wong
1.  Gaby Birjovanu ·
2. Lars van Wijk ·
3. Nils Dekker ·
4. Jimmy Castien ·
7. Don Hartog ·
8. Donny Vink ·
9. Bart Mik ·
10. Niels de Jong ·
12. Marco Verbeij ·
13. Samir Benghanem ·
14. Rob Jansen ·
15. Kevin Hooijman ·
16. Mark Kooij ·
17.  Vaidas Trainavicius ·
19. Marwin van Offeren ·
20. Max de Maat ·
21. René de Knegt ·
22. Tim Bottinga ·
23. Niko Blaauw ·
24. Pepijn Michielsen ·
25. Michael Kamsteeg ·
31. Menno Selman ·
33. Leon Pijl ·
88. Jeremy Hooijman ·
Coach: Bert Bouwer
· Assistent-coach: Wai Wong
1.  Gabriel Birjovanu ·
2. Lars van Wijk ·
3. Nils Dekker ·
4. Jim Castien ·
5. Robin Boomhouwer ·
7. Don Hartog ·
9. Remco van Dam ·
10. Marwin van Offeren ·
12. Marco Verbeij ·
13. Samir Benghanem ·
14. Rob Jansen ·
15. Kevin Hooijman ·
16. Mark Kooij ·
17.  Vaidas Trainavicius ·
20. Erik Blaauw ·
21. Quinten Ouderland ·
22. Tim Bottinga ·
25. Michael Kamsteeg ·
31. Menno Selman ·
32. Jim Zengerink ·
33. Leon Pijl ·
34. Jarcha van Dijk ·
88. Jeremy Hooijman ·
Coach: Bert Bouwer